# Juan Córdoba Cortijo
Juan Ginés Córdoba Cortijo (Barcelona, Cataluña, España, 4 de diciembre de 1961) es un microbiólogo y político español, residente en Godella, Valencia, conocido en la provincia por ser el Secretario de Organización de Ciudadanos (España) en la Provincia de Valencia.

## Biografía
Nacido en Barcelona, su trayectoria se produce exclusivamente en Valencia, siendo Doctor en Microbiología Molecular, desarrollando la especialidad en Microbiología y Parasitología Clínica por la Universidad de Valencia . Facultativo especialista en el Hospital Universitario y Politécnico de La Fe de Valencia, ejerciendo de profesor en la Escuela de Enfermería del mismo hospital dependiendo de la Universidad de Valencia.
Desde siempre ha estado vinculado en el estudio de la parasitología de las enfermedades, como en estos momentos lo está haciendo con el estudio del COVID-19.

## Trayectoria Política
Sus inicios en la política vino de la mano del municipio donde reside, Godella. En las Elecciones municipales de España de 2003, Juan Córdoba estuvo en la lista de la candidata del Partido Popular de Godella, Rosa Roca, en el puesto número 2. El PP obtuvo la mayoría suficiente para conseguir el Gobierno del pueblo, nombrando a Córdoba como Teniente de alcalde y Responsable del Área de Personal.
Su implicación en la política autonómica valenciana llegó de la mano de Ciudadanos cuando formó parte del Partido desde que la figura de Albert Rivera empezó a hacerse más conocida por todos los españoles. Con la consecución de los 2 eurodiputados en las Elecciones al Parlamento Europeo de 2014 (España) por parte de la formación naranja, la implantación de Ciudadanos se produjo por todo el territorio nacional y Juan Córdoba fue elegido Subdelegado Territorial en la Provincia de Valencia, encargado de que el partido se instalase en todas las poblaciones posible, empezando el desarrollo en agrupaciones locales como Silla, Alboraya o Paterna.
En 2015 se produjeron elecciones en 13 Comunidades autónomas, entre ellas las de la Comunidad Valenciana, donde el partido de Albert Rivera eligió a la hija de Eduardo Punset, Carolina Punset. Juan Córdoba fue miembro de la lista por Valencia, en la posición número 3, saliendo elegido, ya que Ciudadanos obtuvo cinco escaños en esta circunscripión. Durante la IX Legislatura, Juan Córdoba fue Secretario 1.º en la Comisión de Asuntos Europeos de las Cortes Valencianas, siendo el Portavoz de Sanidad del Grupo durante la misma (2015-2019) En 2017, el Portavoz de Ciudadanos en las Cortes Alexis Marí es cesado como Portavoz por su Grupo Parlamentario y finalmente éste abandona la formación junto a otros tres diputados. Juan Córdoba se convierte en el Portavoz Adjunto del Grupo hasta el final de la Legislatura.
En la IV Asamblea General de Ciudadanos celebrada el febrero de 2017, Juan Córdoba es elegido miembro del Consejo General del Partido, y más adelante, sobre el mes de marzo, es elegido miembro del Comité Autonómico como cargo en las Cortes Valencianas y Secretario de Organización en la Provincia de Valencia. Desde ese momento se encarga de implantar Ciudadanos en todos los municipios donde no consiguieron concejales en las anteriores elecciones.
En las Elecciones a las Cortes Valencianas de 2019, Ciudadanos fue a primarias para la elección del nuevo candidato, donde Toni Cantó consiguió la victoria sobre el resto de candidatos, aunque con una escasa participación de los afiliados del partido. En estas elecciones, Juan Córdoba no participa tras comunicar a Ciudadanos su intención de volver a la medicina, como así ocurre. Sin embargo, a petición del partido  es incluido en la candidatura de Ciudadanos al Ayuntamiento de Paterna donde obtiene el acta de concejal. Posteriormente es elegido por los concejales de la provincia de Valencia como Diputado Provincial, cargo que ejerce en la actualidad compaginándolo con su puesto de especialista en microbiología de la Sanidad Valenciana durante la pandemia COVID-19. Juan Córdoba se encarga en la Diputación Provincial de Valencia de las comisiones de Bienestar Social y Administración General.
Después de las elecciones de mayo de 2019 dejó de ejercer como Secretario de Organización de la Provincia de Valencia. Sin embargo, no fue hasta noviembre de 2020 hasta que su relevó se oficializó desde de que el Comité Nacional de Ciudadanos renovó el Comité Provincial y nombró a su compañero de Ayuntamiento Jorge Ibáñez como su sucesor al frente de la Secretaría de Organización, dejando de ser miembro del Consejo General tras la celebración de la V Asamblea General y dejando también de ser miembro del Comité Autonómico.